# Station Jaszczów
Station Jaszczów is een spoorwegstation in de Poolse plaats Jaszczów.